# Scott Piercy
Scott Piercy (Las Vegas, Nevada, 6 november 1978) is een Amerikaanse golfer die sinds 2009 op de Amerikaanse PGA Tour speelt. 
Piercy werd in 2001 professional en speelde enkele jaren regionale toernooien. In 2008 begon hij op de Nationwide Tour te spelen, waar hij dat jaar in drie weken twee toernooien won. Mede daardoor eindigde hij als nummer 9 op hun Order of Merit en promoveerde hij naar de Amerikaanse Tour van 2009. 
Op de PGA Tour had hij een goed begin waardoor hij zelfs in de top-100 van de Official World Golf Ranking kwam. Hij behield zijn speelrecht ook voor 2010 maar daarna liep het mis.  
In 2011 won hij  het Reno-Tahoe Open en in 2012 behaalde hij zijn tweede overwinning, het Canadees Open, waardoor hij zich kwalificeerde voor de WGC - Bridgestone Invitational en waardoor hij mee mocht doen aan de Masters in 2013. 

## Gewonnen

### PGA Tour
| Nr | Jaar | Toernooi          | Score           | Score |
| -- | ---- | ----------------- | --------------- | ----- |
| 1  | 2011 | Reno-Tahoe Open   | 72-70-61-70=273 | –15   |
| 2  | 2012 | RBC Canadian Open | 62-67-67-67=263 | –17   |

### Nationwide Tour
| Nr | Jaar | Toernooi                              | Score           | Score |
| -- | ---- | ------------------------------------- | --------------- | ----- |
| 1  | 2008 | Preferred Health Systems Wichita Open | 64-62-65-71=262 | –22   |
| 2  | 2008 | Northeast Pennsylvania Classic        | 66-68-69-64=267 | –13   |